# سي. كي. ستيد
سي. كي. ستيد (بالإنجليزية: C. K. Stead)‏ (17 أكتوبر 1932، أوكلاند في نيوزيلندا)؛ كاتِب ومؤلِّف، شاعر وروائي نيوزيلندي.